# Philadelphia soul (musica)
Il Philadelphia soul, detto anche Philly soul, Philadelphia sound, Phillysound o The Sound of Philadelphia (TSOP) è un genere musicale nato negli anni settanta nell'ambiente musicale di Filadelfia, intorno al lavoro di cantautori come Linda Creed, Norman Harris, Dexter Wansel e produttori discografici quali Thom Bell, Bobby Martin, John Whitehead, Kenny Gamble e Leon Huff. Sono pertanto forti le influenze urbane e culturali di Filadelfia.
È un genere di derivazione soul, caratterizzato da influenze funk, R&B, jazz, e da melodie armoniose e lussureggianti dovute agli arrangiamenti con strumenti ad arco, a fiato e talvolta anche al glockenspiel.

## Artisti
Gli artisti principali del Philadelphia soul sono:
- Bunny Sigler
- Thom Bell
- Jean Carn
- Linda Creed
- First Choice
- Daryl Hall & John Oates
- Kenny Gamble
- Harold Melvin & the Blue Notes
- Norman Harris
- Leon Huff
- Patti LaBelle
- MFSB
- Billy Paul
- Teddy Pendergrass
- The Delfonics
- The Ethics
- The Intruders
- The Jones Girls
- The O'Jays
- The Spinners
- The Stylistics
- The Three Degrees
- The Trammps
- The Soul Survivors
- Dexter Wansel